# Plesina asiatica
Plesina asiatica är en tvåvingeart som beskrevs av Richter 1988. Plesina asiatica ingår i släktet Plesina och familjen parasitflugor.
Artens utbredningsområde är Tadzjikistan. Inga underarter finns listade i Catalogue of Life.